# James Fort
James Fort eller Fort James är ett fort i stadsdelen Jamestown i Accra i Ghana som uppfördes 1673 som handelsstation för  brittiska Royal African Company of England för handel med guld och slavar. 
På 1800-talet anlades samhället Jamestown runt fortet och 1871 byggdes ett fyrtorn på platsen. Den nuvarande fyren är från 1930-talet. Fortet är öppet för besökare.

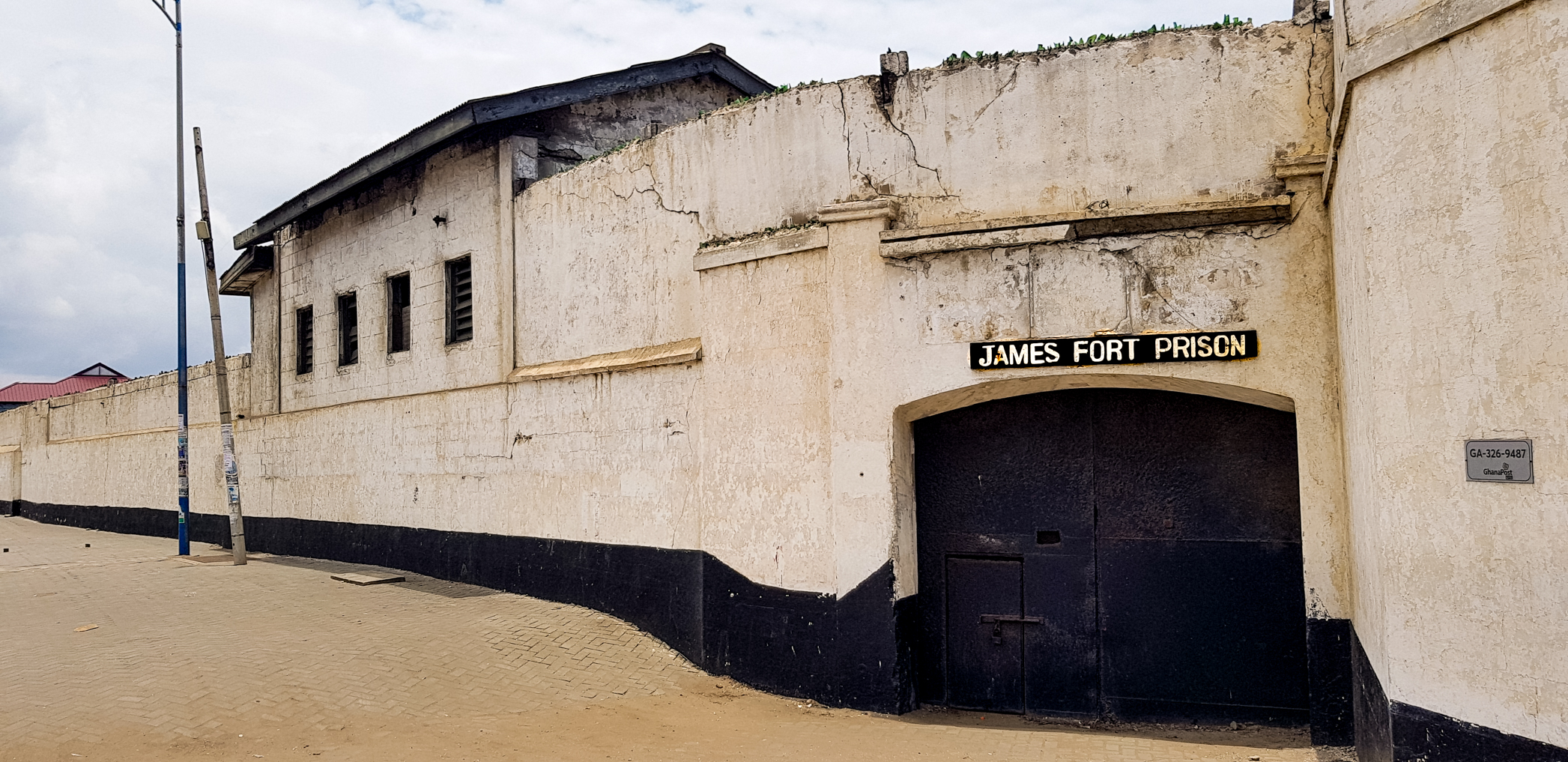
Ingång till fängelset i James Fort.

Fortet användes som fängelse från slutet av kolonitiden till år 2008. Det var avsett för 50 personer, men hyste tidvis upp till 1 000 fångar.
År 1979 utsågs James Fort tillsammans med tre befästningar och ett tiotal andra fort längs Ghanas kust till världsarv av Unesco.